# 成澤廣修
成澤 廣修（なりさわ ひろのぶ、1966年（昭和41年）2月7日 ‐ ）は、日本の政治家。東京都文京区長（5期）。元文京区議会議員（4期）。

## 来歴
東京都文京区本郷生まれ。暁星幼稚園、暁星小学校、暁星中学校・高等学校、駒澤大学法学部卒業。明治大学公共政策大学院ガバナンス研究科修了。
1991年4月の統一地方選挙で文京区議会議員選挙に出馬し、初当選した。以後、4期連続で当選を果たす。3期目以降は民主党の公認を受ける。2001年6月、文京区議会議長に就任した（～2002年6月）。2005年6月、再度文京区議会議長に就任し、あわせて特別区議会議長会会長も務める（～2006年6月）。
2007年4月、文京区議会議長及び区議を辞職し、自由民主党・民主党・公明党の推薦を受け、無所属で文京区長選挙に出馬し、初当選した。地元文京区出身の文京区長は史上初となった。2011年、文京区長選挙に自民・民主・公明3党の推薦で出馬し、再選。2011年5月16日、特別区長会幹事に就任。2015年、文京区長選挙に自民・民主・公明3党の推薦で出馬し、3選。2019年、文京区長選挙に出馬し、4選。2023年、文京区長選挙に出馬し、5選。

## 区政・人物
- 2020年4月1日、LGBTなど性的少数者のカップルが婚姻に相当する関係にあると認める「パートナーシップ宣誓制度」を導入した[7][8]。
- 暁星高校の同級生に香川照之がいる。
- 文京区の男性職員の育児休暇取得率が低いため、取得の促進を目的に、長男の誕生を機に2010年4月、2週間の育児休暇を取得した（ただし地方自治体の特別職の育児休暇は制度上存在しない）。地方自治体の首長では初で、その後湯崎英彦広島県知事や倉田哲郎箕面市長らも育児休暇を取得した。2010年5月6日、第3回ベストマザー賞自治体部門を受賞。